# Falso positivo e falso negativo
In statistica il falso positivo, analogo all'errore di primo tipo, è il risultato di un test che porta erroneamente ad accettare l'ipotesi sulla quale esso è stato condotto. Da notare che può indurre in confusione l'utilizzo dell'ipotesi nulla (H0); l'ipotesi nulla è opposta alla tesi. Come si vede dalla tabella, ipotesi nulla (H0) vera significa che il test è negativo.
Il falso negativo, analogo all'errore di secondo tipo, è il risultato di un test che porta erroneamente a rifiutare l'ipotesi sulla quale esso è stato condotto.
Più in generale, in qualunque ambito in cui si presenti una decisione predittiva binaria (vero o falso), un falso positivo indica che è stato erroneamente segnalato come vero (positivo al test) qualcosa che in realtà non lo è, mentre un falso negativo indica che è stato erroneamente segnalata come assente una caratteristica che in realtà è presente. Un esempio in informatica è un antivirus che considera erroneamente dannoso un programma innocuo, generando un falso allarme (falso positivo), mentre se un programma dannoso fosse identificato come innocuo si avrebbe un falso negativo.
| Tabella dei tipi di errore                | Tabella dei tipi di errore | L'ipotesi nulla (H0) è             | L'ipotesi nulla (H0) è             |
| Tabella dei tipi di errore                | Tabella dei tipi di errore | Vera                               | Falsa                              |
| ----------------------------------------- | -------------------------- | ---------------------------------- | ---------------------------------- |
| La decisione circa l'ipotesi nulla (H0) è | Non rigetta                | Inferenza corretta (vero negativo) | Errore di tipo 2 (Falso Negativo)  |
| La decisione circa l'ipotesi nulla (H0) è | Rigetta                    | Errore di tipo 1 (Falso Positivo)  | Inferenza corretta (Vero Positivo) |

## Altri termini
In medicina e in statistica viene analizzata la capacità di un test di evitare i falsi positivi, e di riconoscere l'ipotesi quando è valida, dai punti di vista inferenziale e probabilistico.
In medicina, dove solitamente viene ipotizzata una malattia, un falso positivo indica un risultato positivo del test nonostante la condizione (ad esempio una gravidanza) non sia presente. I falsi negativi possono fornire un messaggio falsamente rassicurante ai pazienti e ai medici che la malattia sia assente quando invece è presente. Questo a volte porta a un trattamento inadeguato sia del paziente che della sua malattia. Un esempio comune è quello di affidarsi a test di stress cardiaco per rilevare l'aterosclerosi coronarica, sebbene i test di stress cardiaco siano noti solo per rilevare i limiti del flusso sanguigno arterioso coronarico a causa di stenosi avanzata.
In particolare, la specificità di un test misura la sua capacità di analizzare dei soggetti sani (ipotesi sbagliata), ovvero la frequenza con cui non vengano attribuiti falsi positivi; la predittività del test misura invece la validità dei risultati "positivi", ovvero la frequenza con cui sono veri.
Specificità = Veri negativi / Totale sani = Veri negativi / (Veri negativi + Falsi positivi)
Predittività = Veri positivi / Totale positivi = Veri positivi / (Veri positivi + Falsi negativi)
I falsi negativi producono problemi gravi e controintuitivi, specialmente quando si cerca la condizione. Se un test con una percentuale di falsi negativi di solo il 10% viene utilizzato per testare una popolazione con un tasso di occorrenza reale del 70%, molti dei negativi rilevati dal test saranno falsi. I falsi positivi possono anche produrre problemi gravi e controintuitivi quando viene cercata la condizione, come nello screening. Se un test ha un tasso di falsi positivi di uno su diecimila, ma solo uno su un milione di campioni (o persone) è positivo, la maggior parte dei positivi rilevati da quel test sarà falsa. La probabilità che un risultato positivo osservato sia un falso positivo può essere calcolata usando il teorema di Bayes.
In statistica viene considerata, in maniera simile alla specificità, la probabilità che ha un test di commettere un errore di secondo tipo quando l'ipotesi H0 è sbagliata, ovvero la probabilità che della popolazione che non verifica l'ipotesi venga scelto un campione casuale all'interno della regione di accettazione.
La probabilità di un test di compiere un errore (di secondo tipo) quando l'ipotesi nulla è falsa, è
{\displaystyle \beta =P(H_{0}{\text{ accettata }}|H_{0}{\text{ sbagliata }})=P({\bar {\xi }}\in {\mathcal {A}}|H_{1})}
Questa probabilità non è in genere calcolabile, a meno che l'ipotesi alternativa H1 indichi una precisa legge di probabilità.
Diminuendo la regione di accettazione e aumentando la regione di rifiuto, l'ipotesi nulla H0 verrà rifiutata "più spesso", quindi si potranno verificare più errori del primo tipo ma meno errori del secondo tipo (la linea verticale nel diagramma si sposta verso sinistra), e viceversa.
La probabilità di commettere un errore di primo tipo quando l'ipotesi H0 è valida è detta significatività di un test, ovvero la probabilità che della popolazione che verifica l'ipotesi venga scelto un campione casuale all'interno della regione di rifiuto:
{\displaystyle \alpha =P(H_{0}{\text{ rifiutata }}|H_{0}{\text{ valida }})=P({\bar {\xi }}\in {\mathcal {R}}|H_{0})}
Spesso viene scelta come H0 una precisa legge di probabilità in mezzo ad altre, e questo rende possibile calcolare α; in genere non è invece possibile calcolare esattamente la probabilità β di compiere un errore di secondo tipo quando l'ipotesi viene accettata. Poiché α cambia in funzione della regione di rifiuto, quest'ultima viene spesso modificata per adattarsi al valore α richiesto.

## Esempio
Un test per verificare se una moneta ha una probabilità maggiore di fornire testa rispetto a croce può essere condotto lanciando 9 volte la moneta e ritenendola "sbilanciata" in favore di testa se questa esce almeno 5 volte.
La moneta segue una legge di Bernoulli B(p), l'ipotesi nulla è H0={p>1/2} e il numero di teste su 10 lanci segue il processo di Bernoulli B(p,10).
Senza conoscere la distribuzione (e la legge) di tutte le possibili monete, equilibrate e non, non è invece possibile calcolare la probabilità che il test ritenga sbilanciata verso testa una moneta che non lo è, commettendo un errore del secondo tipo.
Supponendo invece di sapere che la moneta può solo essere di due tipi, con p=1/3 e p=2/3 (ovvero per le quali una faccia è due volte più probabile dell'altra), l'ipotesi nulla diventa H0={p>1/2}={p=2/3} e l'ipotesi alternativa H1={p≤1/2}={p=1/3}. In questo caso è possibile calcolare la probabilità che una variabile aleatoria X di legge B(1/3,10) verifichi X≥5
{\displaystyle \beta =P(X\leqslant 5)=0,144...}
ovvero la probabilità di commettere un errore (del secondo tipo) quando l'ipotesi è falsa.
Per poco probabile che sia, quindi, circa una volta ogni sette una moneta che non verifica l'ipotesi sarà (a torto) positiva al test.